# Province de Séfrou
La province de Séfrou est une division du Maroc de la région de Fès-Meknès. Son chef-lieu est la ville de Séfrou. Elle a une population totale de 259 577 habitants.

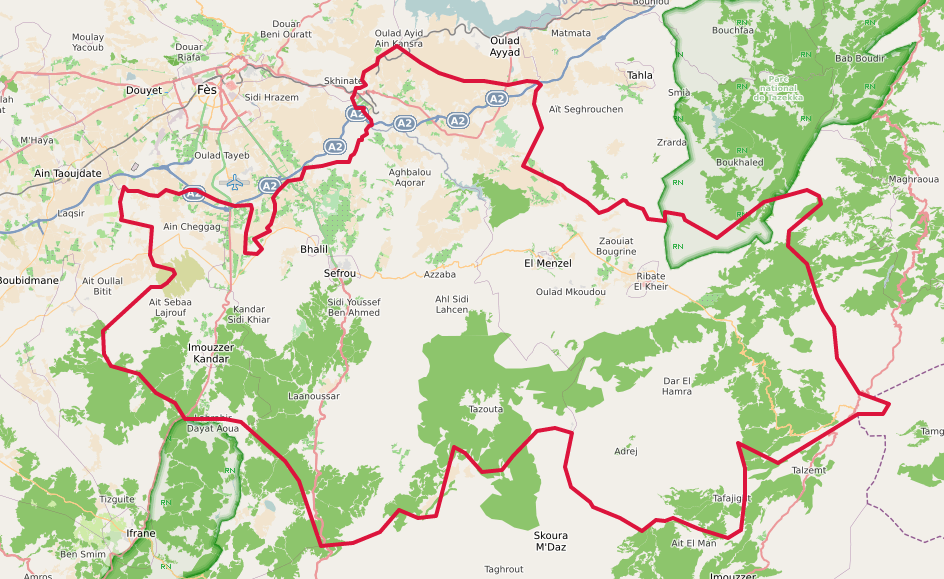
Carte de la province.